# Malcolm Morley
Malcolm A. Morley (Londres, 7 de junio de 1931-Nueva York, 1 de junio de 2018) fue un artista visual y pintor británico-estadounidense. Fue un artista pionero en varios estilos, trabajando como fotorrealista y expresionista, entre muchos otros géneros.

## Trayectoria
Morley nació en el norte de Londres. Tuvo una infancia problemática, después de que su casa fuera parcialmente destruida por una bomba durante la Segunda Guerra Mundial, su familia se quedó sin hogar por un tiempo.Marley ha recordado a veces que había construido un modelo de madera de balsa del HMS Nelson que tenía colocado en el alféizar de su ventana cuando la bomba alemana destruyó la casa junto con el modelo. "El shock fue tan violento", escribe un experto de Morley, "que Morley reprimió este recuerdo hasta que resurgió 30 años después durante una sesión psicoanalítica".
Cuando era adolescente, Morley fue sentenciado a tres años en la prisión de Wormwood Scrubs por allanamiento de morada y hurtos menores. Mientras estuvo allí, leyó la novela Lust for Life de Irving Stone de 1934, basada en la vida de Vincent van Gogh, y se inscribió en un curso de arte por correspondencia. Más tarde recordaría estos duros comienzos con algo de humor: "Lo siento mucho por los artistas a los que no les ha sucedido mucho en sus primeros años de vida", dijo una vez. Liberado después de dos años por buena conducta, se unió a una colonia de artistas en St. Ives, Cornwall. Comenzó entonces a estudiar arte, primero en la Escuela de Artes de Camberwell, descrita por un historiador como, en ese momento, "una de las escuelas más progresistas y emocionantes en Londres", y luego en el Royal College of Art (1955-1957), donde entre sus compañeros de estudios se encontraban Peter Blake y Frank Auerbach. En 1956, vio la exposición "Arte moderno en los Estados Unidos: una selección de las colecciones del Museo de Arte Moderno"  en la Tate Gallery y comenzó a producir pinturas de estilo expresionista abstracto. De todos modos, diría más tarde: "Me hubiera gustado ser Pollock, pero no quisiera serlo después de Pollock. Mi ambición era demasiado grande".
Morley visitó Nueva York, que en ese momento era un importante centro del mundo del arte occidental, en 1957. Se mudó allí al año siguiente, después de lo cual conoció a artistas como Barnett Newman, Cy Twombly, Roy Lichtenstein y Andy Warhol. Su primera exposición individual fue en la Galería Kornblee en 1964, en parte a instancias del marchante de arte Ivan Karp, que tenía reputación de detectar talentos y había trabajado con el legendario marchante Leo Castelli.
A mediados de la década de 1960, Morley enseñó por algún tiempo en la Universidad Estatal de Ohio y luego regresó a la ciudad de Nueva York, donde impartió clase en la Escuela de Artes Visuales (1967-1969) y en la Universidad Stony Brook (1970-1974).
Morley realizó sus primeras exposiciones individuales en galerías de arte como la Clocktower Gallery, Institute for Art and Urban Resources, Nueva York (1976); Galería Nancy Hoffman, Nueva York (1979); y Stefanotty Gallery, Nueva York (1979). Participó en la gran exposición internacional Documenta, en Kassel, en 1972.[cita requerida]y 1977[cita requerida], y en Carnegie International, en 1985.
La Whitechapel Gallery, en Londres, organizó una importante exposición retrospectiva en 1983, lo que le llevó a ganar el premio Turner inaugural, otorgado por la Tate, en 1984. El artista recordó el momento en que supo que había ganado el premio: "Cuando llegó la llamada para informarle que había ganado, estaba sentado en mi estudio tipo loft en el Bowery, 'viendo a un vagabundo cagar en la calle'. Se sentía irreal: aquí estaba yo. Estaba viendo este acto; al minuto siguiente me dijeron que había ganado el Turner. Me quedé anonadado'".
Al año siguiente compró una iglesia metodista en Bellport, Long Island, estado de Nueva York, donde residiría el resto de su vida. A principios de los años 1980 se casó con la artista brasileña Marcia Grostein. A Morley se le concedió la ciudadanía estadounidense en 1990. Fue objeto de exposiciones en museos como la Tate Liverpool (1991), el Musée National d'Art Moderne, Centro Georges Pompidou, París (1993), Fundación La Caixa, Madrid (1995), la Hayward Gallery, Londres (2001), y el Museo Ashmolean, Oxford (2013-2014).
En el momento de su muerte, Morley residía en Bellport, Nueva York, donde compartía casa con Lida Morley, su esposa desde 1986. Murió el 1 de junio de 2018, a la edad de 86 años, seis días antes de cumplir 87 años.

## Obra
Las primeras obras de Morley al dejar la escuela de arte, mientras permaneció en Inglaterra, adoptaron estilos de pintura tradicionales y naturalistas. Su trabajo fue "un compromiso entre el naturalismo basado en la observación de la vieja escuela y el arte que era moderno principalmente porque sus temas eran reconocibles del presente".
Después de su llegada a Nueva York, a principios de la década de 1960, comenzó a trabajar de una forma más abstracta, creando varias pinturas compuestas únicamente por bandas horizontales con vagas sugerencias de temas náuticos, ya sea en imágenes o en los títulos de las obras.
Conoció a Andy Warhol y Roy Lichtenstein e, influenciado en parte por ellos, hizo un cambio drástico a un estilo fotorrealista (Morley prefirió la frase superrealista). Inspirado al ver a Richard Artschwager usando esta técnica, comenzó a utilizar una cuadrícula para transferir imágenes fotográficas (a menudo de barcos) al lienzo, y se convirtió en uno de los primeros y más destacados fotorrealistas, junto con Gerhard Richter, Richard Artschwager y Vija Celmins.
Después de ver una de las pinturas de Morley de un transatlántico, Artschwager sugirió que Morley visitara el Muelle 57 y pintara algunos barcos del natural. "Bajé al Muelle 57, tomé un lienzo y traté de pintar fuera", dijo Morley. "Pero era imposible comprenderlo de un vistazo, un extremo está allí, el otro extremo está allí, una imposibilidad de 360 grados. Estaba disgustado: tomé una postal de este crucero llamado Reina de las Bermudas".Adoptaría este como su estilo durante algunos años, transponiendo imágenes de diversas fuentes (folletos de viaje, calendarios, pinturas antiguas) al lienzo. Un factor que distinguió a Morley de sus pares fotorrealistas fue que, en lugar de pintar a partir de la fotografía en sí, pintaba a partir de reproducciones impresas, como postales, que a veces incluso incluían el borde blanco alrededor de la imagen de una postal o el logotipo corporativo de una página de calendario. Su elección de estos materiales insípidos se debió en parte al deseo de encontrar imágenes de la cultura pop que otros artistas, como Warhol y Lichtenstein, no estuvieran utilizando ya: "Lo que quería era encontrar una iconografía que no estuviera manchada por el arte" Morley logró un "éxito instantáneo" con dicho trabajo.
En la década de 1970, el trabajo de Morley comenzó a ser más expresionista, usando pinceladas más sueltas. Comenzó a incorporar el collage y la performance en su obra, por ejemplo en 1972, cuando fue invitado a pintar una versión de La escuela de Atenas de Rafael en la Universidad Estatal de Nueva York en Potsdam, frente a público.Pintó disfrazado de Pitágoras, que aparece en el cuadro. Cuando Morley se dio cuenta de que no había logrado alinear una de las filas, dejó que el error permaneciera en el trabajo terminado. Su acción sirve como ejemplo para un comisario de que la técnica de reproducción cuadriculada se preocupa menos por reproducciones fieles de los viejos maestros y más por "posibilidades no comprobadas de la pintura y la construcción pictórica contemporáneas".
Su trabajo a menudo se basó en diversas fuentes en una especie de proceso de fertilización cruzada. Por ejemplo, su cuadro El día de la langosta (1977) toma su título de la novela de 1939 El día de la langosta, de Nathanael West. Una escena de la pintura está extraída de la escena inicial de la novela, y otras escenas están extraídas de la película De repente de 1954 y de la película de Sergei Eisenstein de 1925 El acorazado Potemkin.En la pintura, la portada de una guía telefónica de Los Ángeles está superpuesta con una maraña de imágenes, algunas de ellas basadas en sus trabajos anteriores (cruceros, aviones) y otras en modelos pintados, que se convirtieron en un pilar de su tema para el resto de su carrera. "No me gusta llamarlos juguetes", dijo el artista, "me gusta llamarlos modelos. Lo que pasa con los llamados 'juguetes' es que hay una inconsciencia en la sociedad que se manifiesta en sus juguetes. Los juguetes representan un arquetipo de la figura humana”.
El artista recurrió a nuevos temas, incluida la mitología y el mundo clásico, en su obra de la década de 1980, dando a sus pinturas títulos como Aegean Crime (1987), Cradle of Civilization with American Woman (1982), Farewell a Creta,y Arco iris negro sobre Edipo en Tebas (1988) y que representa figuras minoicas; Los viajes a los Estados Unidos también resultaron en un uso destacado de las muñecas kachina de los nativos americanos y otros motivos de esas culturas. Su éxito comercial le ofreció la oportunidad de viajar a estos lugares y muchos más, lo que resultó en diversas influencias e inspiraciones nuevas. Con frecuencia adoptó un manejo de pintura muy suelto, con gotas y salpicaduras. Pinceladas y temas expresionistas similares de artistas como Julian Schnabel, Eric Fischl, Georg Baselitz y Anselm Kiefer dieron como resultado que los comisarios identificaran un movimiento "neoexpresionista", en el que lo incluyeron, aunque no le gustaba la etiqueta.
En la década de 1990, el artista volvió a su tema inicial de grandes embarcaciones marítimas, a menudo con la adición de aviones de combate que construyó con papel, pintó con acuarela y luego pegó a la superficie del lienzo (lo que resultó, como él dijo a un entrevistador, el juego de palabras con "plano tridimensional".En un ejemplo, El vuelo de Ícaro (1997), el avión tiene unos cincuenta y dos centímetros de profundidad. El artista también se expandió hacia la escultura independiente, con una pieza, Port Clyde (1990), que muestra un barco en el marco de una ventana, como si se remitiera al modelo perdido del HMS Nelson de la infancia del artista.
El fotoperiodismo contemporáneo fue el tema de las pinturas del artista de la década siguiente. Llamaron la atención las carreras de motos y automóviles, el fútbol, el esquí, la natación y las carreras de caballos.El artista también volvió a las "catástrofes" que se encontraban entre sus primeros temas, representando accidentes automovilísticos (incluido uno que muestra el accidente que resultó en la muerte de la estrella del automovilismo Dale Earnhardt), las secuelas de la guerra en Afganistán y el colapso de un edificio en Brooklyn, entre otros temas. En la última década de su vida, Morley continuó representando aviones de combate de principios y mediados del siglo XX, así como a los pilotos que los volaron durante la Primera y Segunda Guerra Mundial, incluido el legendario as de la aviación Manfred von Richthofen, el "Barón rojo". También se centró en la historia inglesa del siglo XVIII, creando obras que incorporaban figuras militares como Arthur Wellesley, primer duque de Wellington y Horatio Nelson, primer vizconde de Nelson. "Me enamoré de esa época", dijo una vez, "que fue grandiosa para los británicos".

## Obras en Colecciones públicas y privadas.
- Cristoforo Colombo, 1966, Fundación Salón
- Retrato de familia, 1968, Instituto de Artes de Detroit.
- Coronación y escena de playa, 1968, Museo y jardín de esculturas Hirshhorn
- Vermeer, Retrato del artista en su estudio, 1968, The Broad
- Era de la catástrofe, 1976, The Broad
- Día de la Langosta, 1977, Museo de Arte Moderno
- Cuna de la civilización con mujer americana, 1982, Centro Pompidou
- Legionarios franceses devorados por un león, 1984, Museo de Arte Moderno
- Kristen y Erin, 1985, The Broad
- Arco iris negro sobre Edipo en Tebas, 1988, Museo y jardín de esculturas Hirshhorn
- Hombre al agua, 1994, Fundación Hall
- Marinero, 1998, Tate
- Piso del pintor, 1999, Galería de arte Albright Knox
- Teoría de la catástrofe, 2004, Fundación Hall
- Yo dividido medieval, 2016, Fundación Hall

## Reconocimiento
Honores/premios seleccionados:
- 1984 Premio Turner, Tate Gallery, Londres, Inglaterra
- 1992 Escuela de Pintura y Escultura Skowhegan, Premio de Pintura
- Miembro de 2009, Academia Estadounidense de Artes y Ciencias, Clase IV: Humanidades y Artes, Sección 5: Artes visuales y escénicas: crítica y práctica
- 2011 Elegido miembro de la Academia Estadounidense de Artes y Letras
- 2015 Premio Francis J. Greenburger, Omi International Arts Center, Gante, Nueva York

## Colecciones
El trabajo de Morley está incluido en colecciones públicas entre las que se incluyen:
- Galería de arte Albright-Knox, Buffalo, Nueva York
- Museo Ashmolean, Oxford, Reino Unido
- Museo de Arte Moderno Astrup Fearnley, Oslo, Noruega
- Bonnefantenmuseum, Maastricht, Holanda
- Fundación Amplia, Los Ángeles, California
- Centro Pompidou, París
- Galería de Arte Corcoran, Washington D. C.
- Instituto de Artes de Detroit, Detroit, Michigan
- Museo de Arte Everson, Siracusa, Nueva York
- Museo de Arte Herbert F. Johnson, Universidad de Cornell, Ithaca, Nueva York
- Museo y jardín de esculturas Hirshhorn, Washington D. C.
- Museo Kröller-Müller, Países Bajos
- Museo Luisiana de Arte Moderno, Humlebaek, Dinamarca
- Ludwig Forum für Internationale Kunst, Aquisgrán, Alemania
- Museo Ludwig, Budapest, Hungría
- Museo Masterworks de Bermuda Art Paget, Bermudas
- Museo Ludwig, Colonia, Alemania
- Museo Metropolitano de Arte, Nueva York
- Musée National d'Art Moderne, Centro Georges Pompidou, París, Francia
- Museo Nacional Centro de Arte Reina Sofía, España
- Museo de Arte Contemporáneo, Chicago, Illinois
- Museo de Arte Contemporáneo, Los Ángeles, California
- Museo de Arte Moderno, Nueva York
- Museo van Hedendaagse Kunst, Utrecht, Países Bajos
- Galería Nacional de Arte, Washington D. C.
- Museo de Arte Nelson-Atkins, Kansas City, Misuri
- Museo Nacional del Aire y el Espacio, Institución Smithsonian, Washington D. C.
- Museo de Arte de Orlando, Orlando, Florida
- Museo de Arte Parrish, Southampton, Nueva York
- Escuela de Diseño de Rhode Island, Providence, Rhode Island
- Sammlung Frieder Burda, Baden-Baden, Alemania
- Museo de Arte de Seattle, Seattle, Washington
- Tate, Londres
- Museo de Bellas Artes de Virginia, Richmond, Virginia
- Ateneo Wadsworth, Hartford, Connecticut
- Centro de Arte Walker, Minneapolis, Minnesota
- Museo Whitney de Arte Americano, Nueva York